# Kosmos 482
Kosmos 482 (tiếng Nga: Космос 482), được phóng vào ngày 31 tháng 3 năm 1972 lúc 04:02:33 UTC, là một chiếc tàu thăm dò Sao Kim, nhưng không thể thoát khỏi quỹ đạo Trái Đất thấp.
Bắt đầu từ năm 1962, cái tên Kosmos được trao cho các tàu vũ trụ của Liên Xô vẫn còn trong quỹ đạo Trái Đất, bất kể đó có phải là đích đến cuối cùng của các tàu này hay không. Việc chỉ định nhiệm vụ này như một cuộc khảo sát hành tinh dự định được dựa trên bằng chứng từ các nguồn tài liệu lịch sử và Liên Xô và không thuộc Liên Xô. Thông thường, các nhiệm vụ hành tinh của Liên Xô ban đầu được đưa vào quỹ đạo chờ quay quanh Trái Đất như một nền tảng chờ phóng với một động cơ tên lửa và tàu thăm dò kèm theo. Các tàu thăm dò sau đó được phóng lên các mục tiêu của chúng với một động cơ đốt cháy với thời gian khoảng 4 phút. Nếu động cơ không đủ mạnh hoặc cháy không hoàn toàn, các tàu thăm dò sẽ bị giữ lại trong quỹ đạo Trái Đất và được chỉ định Kosmos.
Kosmos 482 được phóng lên bằng tên lửa đẩy Molniya vào ngày 31 tháng 3 năm 1972, 4 ngày sau tàu thăm dò khí quyển Venera 8 và do vậy tàu Kosmos 482 có thể là tương tự với Venera 8 trong kế hoạch thiết kế và sứ mệnh. Sau khi đạt được quỹ đạo chờ vòng quanh Trái Đất, phi thuyền đã thực hiện một nỗ lực rõ ràng để phóng vào quỹ đạo chuyển giao Sao Kim. Nó tách thành bốn mảnh, hai trong số đó vẫn nằm trong quỹ đạo Trái Đất thấp và bị phân hủy trong vòng 48 giờ ở phía nam New Zealand (được gọi là vụ nổ Ashburton), và hai mảnh (có lẽ là trọng tải và đơn vị động cơ tách rời) đã đi vào một quỹ đạo 210 x 9800 km. Bộ hẹn giờ được đặt không chính xác đã khiến giai đoạn Blok L bị cắt ngắn sớm, ngăn không cho tàu thăm dò này thoát khỏi quỹ đạo Trái Đất.